# Église Notre-Dame-de-l'Assomption d'Aspin-en-Lavedan
L'église Notre-Dame-de-l'Assomption d’Aspin-en-Lavedan est une église catholique située à  Aspin-en-Lavedan, dans le département français des Hautes-Pyrénées en France.

## Localisation
Elle se situe à l'entrée du village coté sud, dans la vallée de Batsurguère.

## Historique
L'église romane a été reconstruite aux XVIIe siècle - XIXe siècle.

## Architecture
Le bâtiment actuel, à nef unique, a été restauré au cours du siècle dernier. Le clocher possède trois corbeaux sculptés, dont l'un représente une tête et l'autre un animal.
 À l'intérieur, la belle cuve baptismale en pierre du pays, la chaise du desservant et la toile représentant une vierge aux trois anges à l'étage de la tribune sont du XIXe siècle.

## Galerie de photos

Sélection de vues diverses
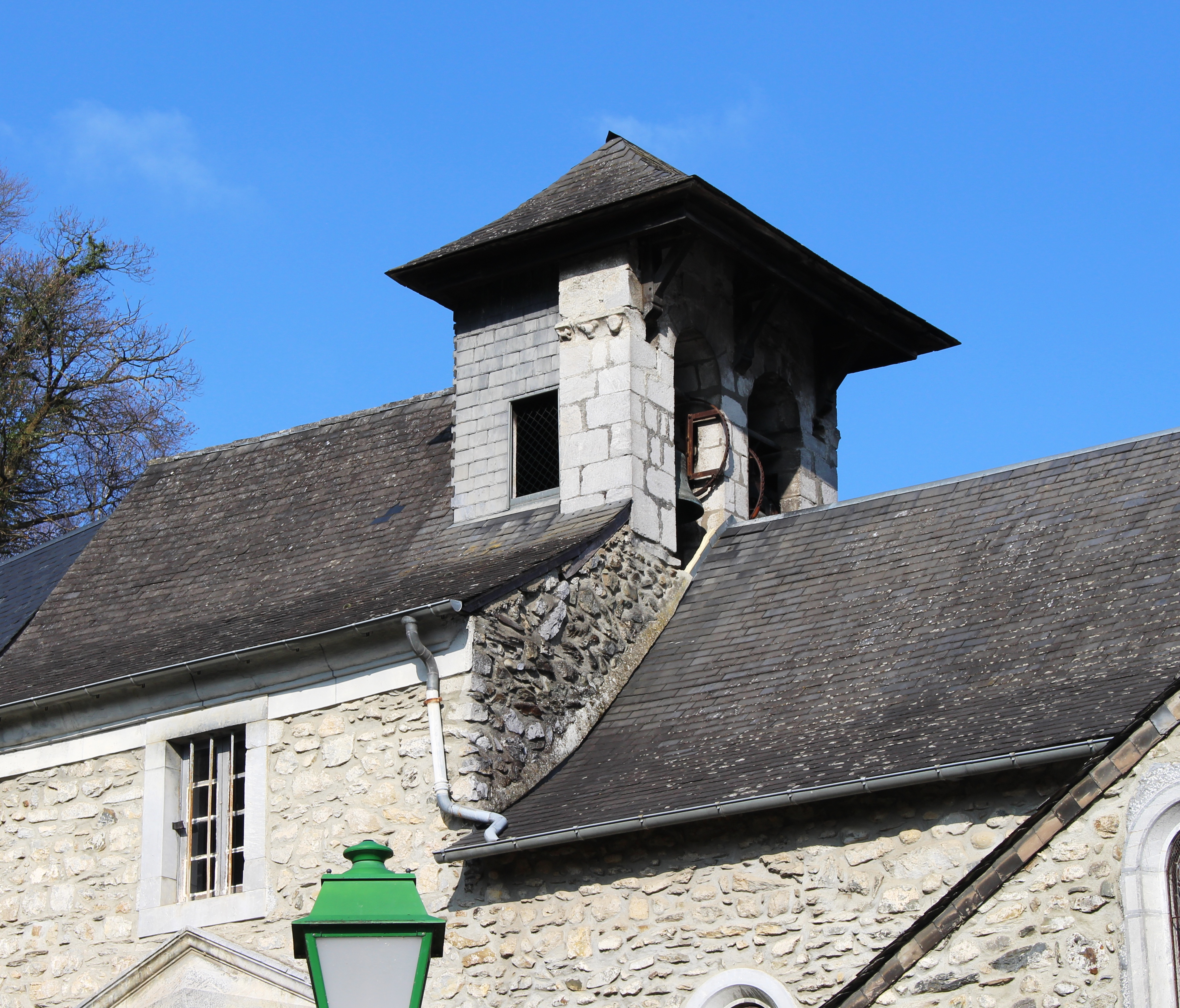
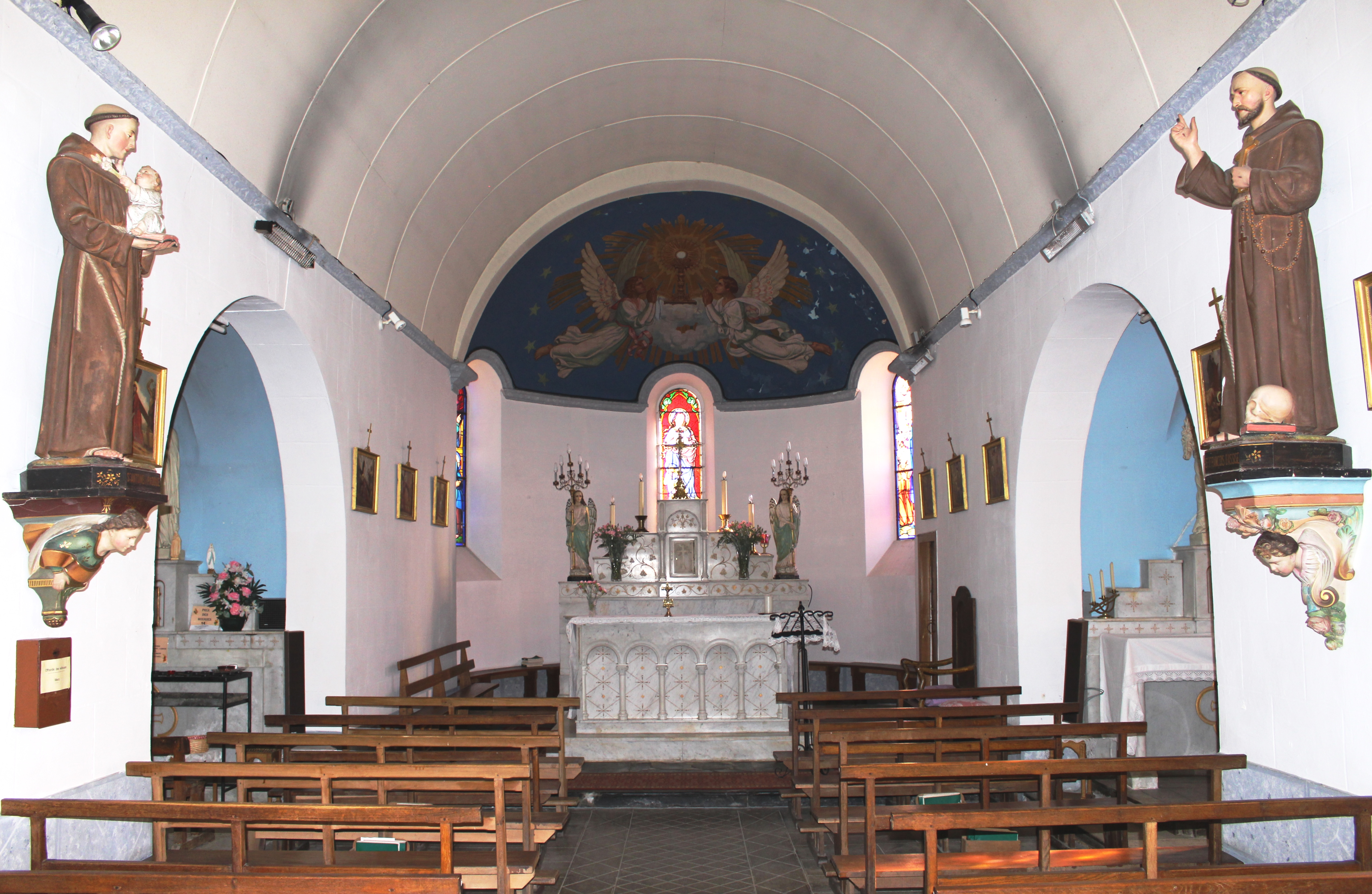
Intérieur.
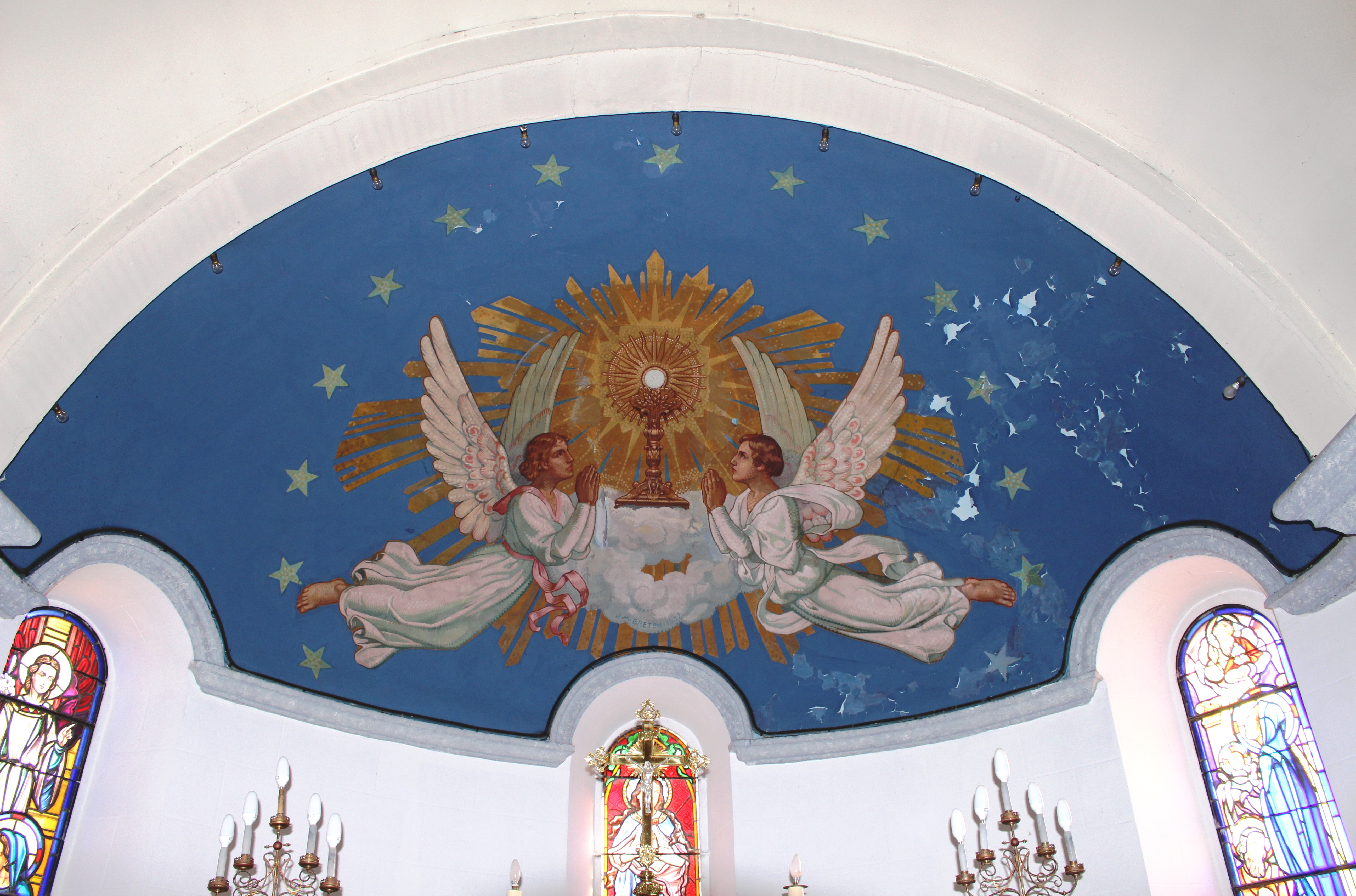
Fresque murale.